# Křeček bavlníkový
Křeček bavlníkový (Sigmodon hispidus, Say & Ord, 1825) je hlodavec z čeledi křečkovití, podčeledi Sigmodontinae (američtí křečci). Vyskytuje se v Severní a Jižní Americe. Druh byl často nacházen u bavlníkových polí – odtud pochází jeho druhový název.

## Synonyma
- bavlníková krysa
- myš hrubosrstá

## Biotop a ekologie
Druh preferuje travnaté biotopy – prérie, zemědělská krajina. Může se však také vyskytovat i na pouštích se skalnatým podkladem.